# Laboratorio de Investigación del Ejército de los Estados Unidos
El Laboratorio de Investigación del Ejército (ARL) es el laboratorio de investigación corporativa del Ejército de los EE. UU. ARL tiene su sede en el Adelphi Laboratory Center (ALC) en Adelphi, Maryland. Su sitio único más grande se encuentra en Aberdeen Proving Ground, Maryland. Otras ubicaciones importantes de ARL incluyen Research Triangle Park, Carolina del Norte, White Sands Missile Range, Nuevo México, Orlando, Florida, y el Glenn Research Center de la NASA, Ohio y Langley Research Center, Virginia. ARL también tiene sitios regionales en Los Ángeles (ARL West), Chicago (ARL Central), Austin, TX (ARL South) y Boston (ARL Northeast).
Además de la Oficina de Investigación del Ejército, ARL tiene seis direcciones técnicas:
- Ciencias Computacionales y de la Información
- Investigación e ingeniería humana
- Sensores y dispositivos electrónicos
- Análisis de supervivencia / letalidad
- Tecnología de vehículos
- Investigación de armas y materiales

- Datos: Q7889516
- Multimedia: United States Army Research Laboratory / Q7889516